# 阿萊克斯·費拉里
阿萊克斯·費拉里（義大利語：Alex Ferrari；1994年7月1日—）是一位意大利足球運動員。在場上司職後衛。現效力意乙球隊桑普多利亚，曾效力於博洛尼亞。他也代表意大利國家青年足球隊參賽。